# Tamura (Fukushima)
Pour les articles homonymes, voir Tamura.
Tamura (田村市, Tamura-shi) est une municipalité ayant le statut de ville dans la préfecture de Fukushima, au Japon.

## Géographie

### Situation
Tamura est située dans le centre-est de la préfecture de Fukushima, dans la partie la plus orientale de la région de Nakadōri.

### Démographie
En avril 2023, la population de Tamura s'élevait à 33 294 habitants répartis sur une superficie de 458,33 km2.

### Climat
Tamura a un climat continental humide caractérisé par des étés doux et des hivers froids avec de fortes chutes de neige. La température moyenne annuelle est de 10,4 °C. La pluviométrie annuelle moyenne est de 1 368 mm, septembre étant le mois le plus humide.

## Histoire
La région de Tamura faisait partie de l'ancienne province de Mutsu. Pendant l'époque d'Edo, elle appartenant en grande partie au domaine de Miharu.
La ville moderne de Tamura a été créée le 1er mars 2005, de la fusion des bourgs de Tokiwa, Katasone, Takine et Ōgoe et du village de Miyakoji.
À la suite de l'accident nucléaire de Fukushima le 11 mars 2011, la zone correspondant à l'ancien village de Miyakoji a été évacuée. Le 1er avril 2012, les résidents ont été autorisés à rentrer pendant la journée au fur et à mesure de l'avancement des travaux de décontamination. L'ordre d'évacuation a été levé le 1er avril 2014.

## Transports
La ville est desservie par la ligne Ban'etsu Est de la JR East.

## Jumelage
- Mansfield (États-Unis)